# Bravoite
La bravoite è una varietà di pirite ricca di nichel.

## Origine e giacitura
La bravoite prese il nome dallo scienziato peruviano José J. Bravo. Giacimenti di questo minerale si possono trovare nello stato federale della Renania-Palatinato, in Germania.